# Odonate
Odonatele (Odonata) este un ordin de insecte, cuprinzând libelulele de tip Anisoptera și cele de tip Zygoptera.

## Etimologie
Johan Christian Fabricius a propus de a utiliza termenul odonto (dinte), provenit din limba greacă, deoarece mandibulele libelulelor posedă dinți (chiar dacă și alte insecte au mandibulele dințate).

## Descriere

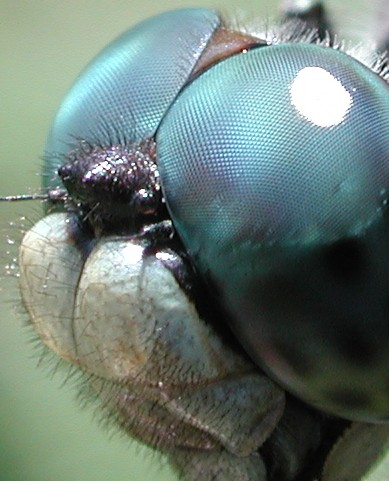
Ochii libelulei

Aceste insecte se caracterizează prin capul rotunjit și voluminos, pe care se găsesc o pereche de ochi compuși și antene scurte. Picioarele facilitează capturarea prăzii (alte insecte) în zbor. Libelula are abdomenul alungit, de care sunt atașate două perechi de aripi lungi, transparente, care se mișcă independent. Aparatul bucal se află pe partea inferioară a capului și include mandibule simple.
. 

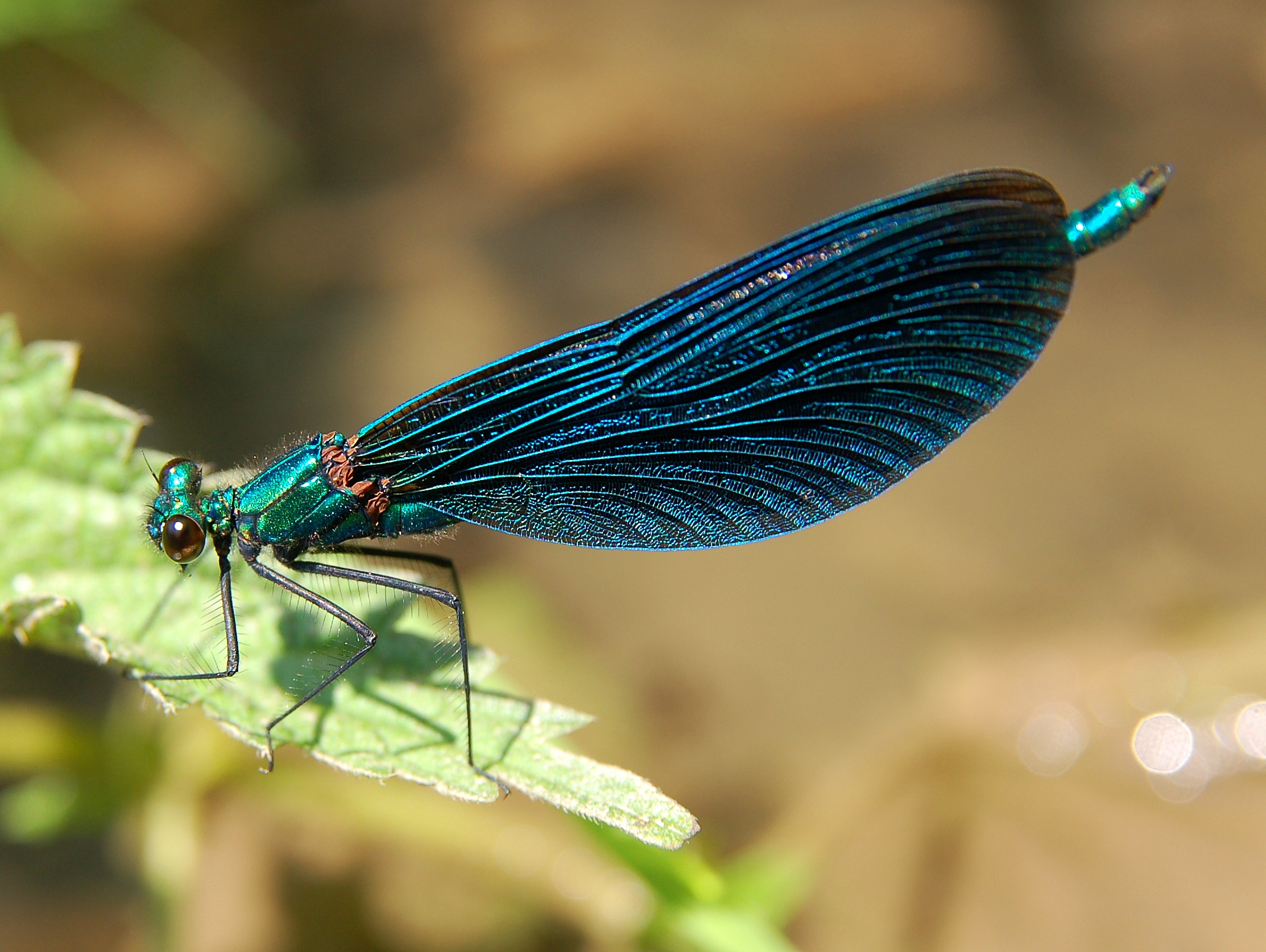
Dispunerea aripilor la Calopteryx virgo, Zygoptera

Nimfele au corpul deosebit față de adulți: le lipsesc aripile, ochii sunt mai mici, antenele mai lungi, iar capul mai puțin mobil decât la adult. Aparatul extern bucal este modificat, prezintă un labium adaptat ca organ prehensil pentru a înhăța prada. La reprezentanții subordinului Zygoptera nimfele respiră prin branhii externe situate pe abdomen, în timp ce la Anisoptera prin branhii situate în rect. 

Deși, în general, sunt destul de asemănătoare, libelulele diferă de zigoptere în mai multe privințe, fiind ușor de recunoscut. Libelule sunt bune zburătoare, destul de puternice, cu corpul robust și în repaus dețin aripile întinse lateral(Anisoptera). Celelalte (Zygoptera) le țin strânse deasupra abdomenului (Zygoptera), având un zbor mai lent decât primele.

## Ecologie și ciclul de viață

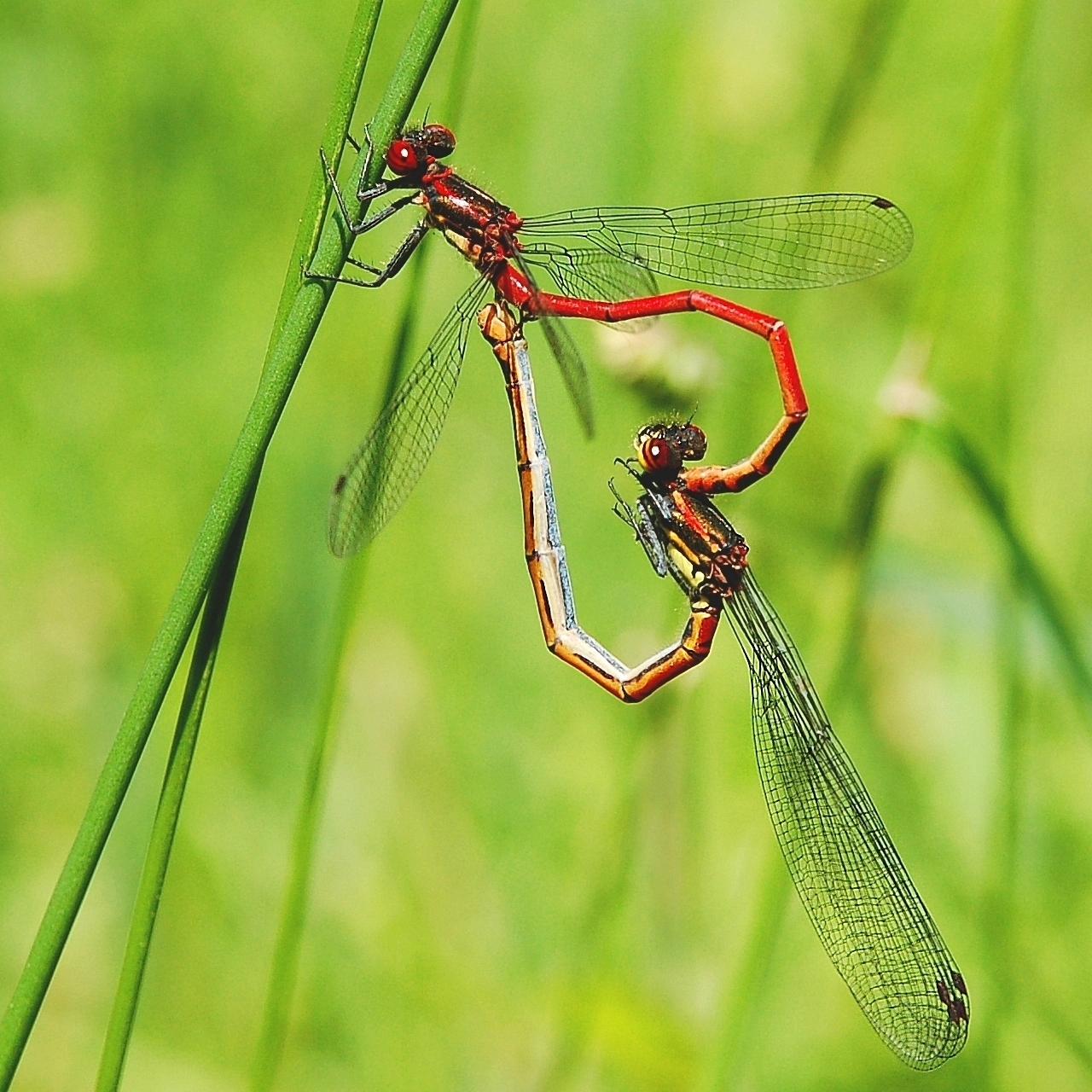
Copulaţia, Pyrrhososma nymphula

Libelulele sunt carnivore pe tot parcursul vieții, hrănindu-se în principal cu insecte mici. 

Masculii au organe genitale complexe, diferite de cele găsite la alte insecte. Acestea includ o pereche de apendice pentru reținerea femelei și un set secundar de organe copulatoare pe abdomen, în care sunt depozitați spermatozoizii. În timpul copulației, masculul apucă femela de torace sau cap și apleacă abdomenul ei, astfel încât ei organele copulatoare ale lui să transfere sperma în orificiul genital femelei.. 
  
Ouăle sunt depuse în apă sau pe vegetația din apropierea apei. Larva trece prin câteva stadii de maturizare: protonimfă, nimfă și adult.